# Toxotes blythii
Toxotes blythii är en fiskart som beskrevs av George Albert Boulenger 1892. Toxotes blythii ingår i släktet Toxotes och familjen Toxotidae. IUCN kategoriserar arten globalt som otillräckligt studerad. Inga underarter finns listade i Catalogue of Life.